# 阮玉良徽
自新公主阮玉良徽（越南语：／；1841年—1899年以後），越南阮朝紹治帝第二十六女，生母順嬪黃氏穎。

## 生平
紹治元年（1841年），阮玉良徽在順化皇城出生。嗣德十年（1857年）下嫁，駙馬姓名不詳。嗣德二十二年（1869年），嗣德帝封良徽為自新公主。自新公主去世年份待考，不過可以確定成泰十一年（1899年）時仍然在世。
自新公主子女情況不詳。